# Benoe
De Benoe of Benu is een vogel uit de Egyptische Mythologie en is de voorloper van de feniks. Het Egyptische hiëroglief van deze vogel betekent "schijnen" of "rijzen". De benoe zou bij de schepping zijn geboren en werd in het Oude Egypte aanbeden in Heliopolis. Het is een soort reiger met lange poten en twee lange veren achter op de kop. Het is de eeuwige vogel die net als de zon elke ochtend wordt herboren na zijn reis door de onderwereld.
De benoe steeg op uit de oerzee Noen. Hij stond op de oerheuvel, het eerste land dat uit het water rees. Hij leefde op deze Benben, de wereldberg. Het eerste licht van de zon scheen op de vogel en op de wereldberg en toen het dier een kreet slaakte (de levensadem) nam de tijd een aanvang. Priesters bouwden een tempel op de zandheuvel die aan de afgrond lag. In die zonnetempel in de stad Heliopolis plaatsten ze de benben-steen, symbool voor de plek waar zonnegod Atoem als de benoe verscheen. Ook wordt de benoe in verband gebracht met de Egyptische kalender.

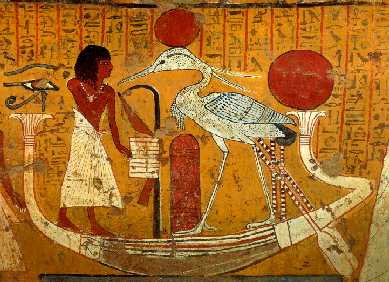
Benoe

Volgens het Egyptisch Dodenboek (hoofdstuk LXXXIII) ontsprong de benoe aan het hart van Osiris, en was in hem 'de essentie van elke godheid'.
Dit met de zonnegod geassocieerde totemdier vergezelde de zielen van de doden in de boot van Ra op hun reis door de onderwereld naar de god Osiris, die over hen moest oordelen. Wie waardig werd bevonden reisde met de vogel naar het oosten, waar ze in het licht van het hiernamaals opstegen zoals de zon.
Toen de Griekse historicus Herodotus Egypte bezocht, toonden de priesters van Heliopolis hem afbeeldingen van de benoe. Hij noemde de vogel "feniks" (ii.75).

## Planetoïde
Naar Benoe is de planetoïde (101955) Bennu genoemd, een zogenaamde aardscheerder, die de aarde op slechts 333 miljoen kilometer afstand passeert. In 2016 is de ruimtesonde OSIRIS-REx gelanceerd om Bennu te verkennen. De sonde moet wat oppervlaktemateriaal naar de aarde brengen.